# Suzanne Martorell
Suzanne Martorell, née le 13 mai 1926  à Vanves et tuée par la police parisienne au métro Charonne le 8 février 1962, est une militante communiste française.

## Biographie

### Famille
Suzanne Martorell est la fille d'Yvonne Bourdon, confectionneuse, et d'Étienne Le Meste, chauffeur. Elle épouse Jean Martorell, un Espagnol qui a fuit le franquisme et travaille comme commis vendeur aux Halles de Paris,. Le couple habite Aubervilliers et a trois enfants.

### Carrière
Suzanne Martorell est membre de la CGT et travaille pour la Société d'expédition et de routage de presse, qui diffuse le journal l'Humanité,. Elle fait également partie d'un comité anti-fasciste à Aubervilliers, et milite au sein de l'Union des femmes françaises.

### Manifestation pour la paix
Le 8 février 1962, Suzanne Martorell participe à la manifestation pour la paix en Algérie. Victime de la répression policière à la station de métro Charonne, elle est transportée dans une clinique du 11e arrondissement. Son décès est constaté à 21h, malgré une tentative de réanimation.
Elle est inhumée au Cimetière du Père-Lachaise le 13 février 1962, comme trois autres des neuf victimes de Charonne.

## Commémoration
Un hommage lui est rendu chaque année à Aubervilliers.
Une rue porte son nom à Montreuil, et plusieurs cellules « Suzanne Martorrel » existaient au Parti communiste français dans les années 1960-1980.